# 平洛镇
平洛镇，是中华人民共和国甘肃省陇南市康县下辖的一个乡镇级行政单位。

## 行政区划
平洛镇下辖以下地区：
梁山村、黄龙村、田山村、瓦舍村、张坪村、中寨村、南山村、剪子坪村、平洛村、龙坝村、团庄村、贯沟村、药铺沟村、刘河村和孙坝村。